# Groupe EBX
Le Groupe EBX est une holding brésilienne créée en 1982. Elle est dirigée par Eike Batista.

## Filiales
En 2008, le groupe était formé notamment les entreprises suivantes :
- LLX, dans la logistique, avec une participation de 51 % pour Eike Batista en 2008, vendu en 2013.
- MDX, un hôpital privé à Rio de Janeiro, transféré en 2008 dans la structure REX, pour gérer les infrastructures immobilières (hôtel, hôpital ...)
- MMX, dans le fer, avec une participation de 60 % pour Eike Batista en 2008, mise en faillite en 2016.
- MPX, dans l'électricité, avec une participation de 65 % pour Eike Batista en 2008, cédée au groupe E.ON en 2013, et renommée Eneva.
- OGX, dans le pétrole, avec une participation de 62 % pour Eike Batista en 2008, en faillite en 2013.
- OSX, dans la construction navale, mise en faillite en 2013, en redressement judiciaire, et partiellement vendu.
- PortX, dans la gestion portuaire, transféré sous le contrôle de la filiale MMX en 2012.

### Anciennes filiales
- JPX, dans la construction automobile, a été filiale de ce groupe.